# Javier Sádaba
Francisco Javier Sádaba Garay (Portugalete, Vizcaya, 28 de noviembre de 1940) es un filósofo español.  Fue Catedrático de Ética en la Universidad Autónoma de Madrid y, tras su jubilación, catedrático honorario de dicha universidad.
Ha sido profesor en diferentes universidades como Tubinga (Alemania), Columbia (Nueva York), Oxford y Cambridge (Reino Unido). Es miembro del Observatorio de Bioética y Derecho de la Universidad de Barcelona y del Instituto de Ética Clínica Francisco Vallés. Ha trabajado también en filosofía de la religión y en filosofía lingüística, destacando sus aportaciones al campo de la bioética.
Javier Sádaba es también conocido por sus contribuciones como articulista en el periódico El País.

## Biografía
En su adolescencia, pasó cuatro años en la Universidad Pontificia de Comillas, periodo que cuenta satíricamente en sus Memorias comillenses (2016). Inmediatamente después se trasladó a Salamanca, donde estudió tres años en la Universidad Pontificia de Salamanca. En dicha universidad conoció parte de la obra del filósofo alemán Ludwig Wittgenstein, influencia en toda su carrera. Posteriormente se fue a Roma, en cuya Universidad Gregoriana se licenció en Teología. Para entonces su objetivo era dedicarse totalmente a la filosofía. Por ello, se trasladó a Tubinga, donde comenzó a preparar su tesis doctoral sobre Wittgenstein.
Un año más tarde regresó a Madrid, a la recién creada Universidad Autónoma, incorporándose como ayudante en el departamento de Filosofía, en cuya dirección se encontraba Carlos París. Su tesis doctoral, con premio extraordinario, lleva el título de La filosofía de Wittgenstein y su aplicación al lenguaje religioso. Poco después escribió su libro Lenguaje religioso y filosofía analítica, uno de los primeros libros en castellano sobre dicha materia. Continuó escribiendo e impartiendo la docencia, aunque a finales del franquismo fue expulsado de la universidad, con otros compañeros, mientras se destituyó a Carlos París como jefe de departamento. Una beca de la Fundación March le permitió finalizar su primer libro, antes mencionado. Y una Beca Fulbright le posibilitó la estancia como Visiting Scholar en la Universidad de Columbia, en Nueva York, durante un curso completo. Fue readmitido en la Universidad Autónoma y en el año 1979 consiguió la plaza de profesor adjunto. Desde los años ochenta, y dentro de lo que se dio en llamar «filósofos jóvenes», destacó por su implicación mediática participando en numerosos debates de la televisión y de la radio, así como escribiendo artículos en diarios y revistas.

## Pensamiento
Su concepción de la filosofía, que se «inserta» en el mundo cotidiano sin perder el rigor, le coloca en los focos de la sociedad y de la política. Su postura acerca del País Vasco, a la contra de la oficialidad, le ha ocasionadó no pocas molestias y muchas satisfacciones. Al mismo tiempo, mantiene una intensa labor como escritor de obras tanto especializadas como dirigidas al público generalista, con más de treinta libros y centenares de artículos publicados. Dentro de su producción literaria habría que diferenciar los libros de género mayor o más académico y los libros de género menor o generalistas. Entre estos últimos destaca Saber vivir, libro que escribió en 1984 conectando con la sensibilidad de la sociedad del momento. De él se hicieron numerosas ediciones debido al enorme interés que suscitó.
Para sintetizar su pensamiento, expuesto a través de escritos y conferencias, habría que distinguir seis apartados:
1. Filosofía de la religión.  Ha sido pionero en lo que se ha denominado una filosofía de la religión laica. Esa 'filosofía de' está estrechamente relacionada con la historia de las religiones. Una de las aportaciones fundamentales de Sádaba a la filosofía de la religión ha sido su labor encaminada a la desvinculación de la teología. Su segunda contribución personal en el ámbito académico ha sido la sistematización y vertebración de dicha disciplina. Dentro de este campo, en los últimos tiempos ha trabajado el tema de la neurorreligión presente, por ejemplo, en su libro La religión al descubierto.
2. Wittgenstein. Se ha dedicado profusamente a estudiar a Ludwig Wittgenstein, a la recepción y a las enseñanzas de la filosofía wittgensteiniana, incrementando su aceptación y conocimiento generalista. Eugenio Trías considera en el prólogo al libro de Sádaba: Lenguaje, magia y metafísica: el otro Wittgenstein, que una de las grandes aportaciones de Sádaba a la recepción del pensamiento wittgensteniano es la explicación que da sobre la vinculación entre el Wittgenstein I y el Wittgenstein II.
3. La bioética. Es defensor de una bioética igualmente laica y en contacto con la biología y se ha posicionado siempre públicamente ante los temas más controvertidos dentro de esta materia. Prueba evidente de su dedicación a este campo es su incorporación, en calidad de miembro, al Observatorio de Bioética y Derecho de la Universidad de Barcelona y al Instituto de Ética Clínica Francisco Vallés de la Universidad Europea de Madrid. El primer libro de Sádaba sobre la materia, Hombres a la carta, apareció en 1998 y fue la obra divulgativa inaugural sobre una disciplina desconocida para el conjunto de la sociedad en aquel momento. En los últimos tiempos su objeto de estudio está siendo la neuroética y la neurorreligión.
4. La ética. Sádaba es fundamentalmente un filósofo moral. En sus cuatro últimos libros publicados, La vida buena, El amor y sus formas, No sufras más y Ética erótica, sobresale la idea de que el cometido de la filosofía consiste en ayudar a vivir lo mejor posible. El último de ellos, Ética erótica, publicado en 2014 es una síntesis de lo que Sádaba considera que tiene que ser una ética completa y supone igualmente una crítica política.
5. Vida cotidiana. Por último, Javier Sádaba es el filósofo de la vida cotidiana. Desde la aparición en 1984 de su conocido libro Saber vivir, que tuvo diez ediciones, a la vida cotidiana le ha dedicado espacio en la mayoría de sus libros. Además , la ha estudiado desde múltiples ángulos. Así, por ejemplo, en su libro El hombre espiritual (1999) habla de «milenio y vida cotidiana», en La vida buena (2010) de «el bienestar en la vida cotidiana» en No sufras más (2012) de «la felicidad en la vida cotidiana» y en Ética erótica de «vida cotidiana y ética». La vida cotidiana de Sádaba trata de recuperar una vida sencilla abierta a posibilidades inéditas, pero no por eso se separa un ápice de su propuesta de vida moral y de la conciencia de ser ciudadanos comprometidos con la realidad a la que se pertenece y con el bien común. En su último libro Porque soy libertario (2019) habla de «pensamiento libertario y vida cotidiana» y define bien lo que es para él:

Un libertario lleva a cabo su lucha por dar vuelta a un sistema con el que no está de acuerdo en la vida social, en la vida cotidiana. Y esto, simplificando mucho, de dos formas. Una es en la familia y en el trabajo, sea este el que sea, defendiendo con valentía lo que se piensa. Para esa defensa hay que argumentar y el argumentar o dar razones exige saber de lo que se habla y conocer no solo el entorno sino tener el oído listo a todo lo que ocurre en el mundo. Argumentar, por tanto, supone escuchar a quien se quiere rebatir y leer. No todo está en los libros pero mucho sí. Y la otra es participando en todo aquello que tiene que ver con el pensamiento libertario. Y ahí se inscribe la necesidad de manifestarse, resistir a las mentiras que vuelan como las águilas, en las reuniones pertinentes de vecinos y no vecinos, colaborando con los movimientos afines y todo aquello que pueda favorecer una causa que nos parece justa. La herramienta será la que en su momento convenga pero todo ello se encuadra en la vida cotidiana, en la de todos los días, en la que teje nuestro existir. Para acabar recordar que una vida cotidiana triste es impropia de un libertario. Por mucha que sea su melancolía o muchos que sean los problemas que le acucien todo tiene que envolverlo en el humor. El humor es unitivo con los propios y corrosivo para el poder. No olvidemos nunca este excelente aliado.

6. Inteligencia artificial. Finalmente, su reflexión se está centrando en una revisión de la bioética recogida en su texto reciente La ética de la bioética. Este tema incluye, también, su interés reflexivo por la inteligencia artificial y el transhumanismo. En su artículo Entendiendo la inteligencia artificial dice al respecto:

El transhumanismo hoy ha desplegado sus alas y dentro de este, en un principio, delimitado concepto se incluyen otros muchos que no son I. A., en sentido estricto. Por ejemplo, la biología sintética que podría modificar nuestro genoma y de este modo eliminar patologías y alargar la vida. Y habría que incluir no menos a los llamados inmortalistas, aunque su denominación más adecuada sería amortalistas. Es el caso del físico Typler, quien concibe a Dios como una gran computadora y a nosotros como paquetes de energía, de tal forma que dicha computadora tendría en su poder recomponernos. La crioconservación, parcial o total, sigue sumando adeptos y si tuviera éxito organismos muertos volverían, en un futuro hoy bien lejano, a la vida. Por no hablar de los teóricos del regeneracionismo y del rejuvenecimiento. En este sentido, se puede hablar de una nueva religión. Una religión natural y no positiva o revelada.

### Opiniones políticas
A menudo ha mostrado públicamente su opinión y su posicionamiento personal en cuestiones políticas controvertidas, como las siguientes:
- En la década de los ochenta participó activamente en el movimiento insumiso en España[17] y fue miembro de la Asociación contra la Tortura.[18]
- En 1986 hizo campaña a favor del no al referéndum sobre la permanencia de España en la OTAN.[19]
- En 1989 formó parte de la acusación popular contra los GAL.[20]
- En 2003 se opuso a la participación de España en la invasión de Irak.[21]
- En 2005 se opuso a la Constitución Europea en el referéndum que se celebró en España a tal fin.
- Se ha mostrado en reiteradas ocasiones a favor del diálogo entre nacionalistas vascos y el Gobierno español para resolver el conflicto vasco.
- En 2009 manifestó su apoyo a Iniciativa Internacionalista - La Solidaridad entre los Pueblos.
- En 2013 se unió a la manifestación que anualmente convoca Herrira a principios de enero en Bilbao, en contra de las medidas de excepción del Estado español en materia de política carcelaria como la dispersión de los presos vascos y a favor del acercamiento de los mismos.[22]

## Obras

### Libros
Alguna selección de sus obras:
- Lenguaje religioso y filosofía analítica: del sinsentido a una teoría de la sociedad. Barcelona: Ariel, 1977.
- Filosofía, lógica y religión. Salamanca: Sígueme, 1978.
- Qué es un sistema de creencias. Salamanca: Editorial Mañana, 1978.
- Filosofía, lógica y religión. Barcelona: Dopesa, 1979.
- Conocer a Wittgenstein y su obra. Barcelona: Dopesa, 1980.
- Lenguaje, magia, y metafísica. Madrid: Libertarias, 1984.
- Religión, magia o metafísica (el otro Wittgenstein). Madrid: Libertarias, 1984.
- Saber vivir. Madrid: Libertarias, 1984.
- Las causas perdidas. Madrid: Libertarias, 1987.
- Euskadi: pensar el conflicto (coautor: Fernando Savater), Madrid: Libertarias, 1987.
- El amor contra la moral. Madrid: Ediciones Arnao, 1988.
- La filosofía analítica actual: de Wittgenstein a Tugendhat. Madrid: Mondadori, 1989.
- Lecciones de filosofía de la religión. Madrid: Mondadori, 1989.
- Saber morir. Madrid: Libertarias/Prodhufi, 1991.
- Dios y sus máscaras autobiografía en tres décadas. Madrid: Temas de Hoy, 1993.
- La ventana y el mundo. Madrid: libertarias, 1993
- El perdón, la soberanía del yo. Barcelona: Paidós, 1995.
- Amor diario. Madrid: Libertarias, 1997.
- Diccionario de Ética, Barcelona: Planeta, 1997.
- Euskadi: Nacionalismo e izquierda. Madrid: Talasa, 1998.
- Hombres a la carta. Los dilemas de la Bioética (coautor: José Luis Velázquez). Madrid: Temas de Hoy, 1998.
- El catecismo de nuestros padres (coautor: Enrique Miret Magdalena). Barcelona: Plaza y Janés, 1998.
- El hombre espiritual. Madrid: Martínez Roca, 1999.
- La vida en nuestras manos. Madrid: Ediciones B, 2000.
- La filosofía contada con sencillez. Madrid: Maeva, 2002.
- La Ética contada con sencillez. Madrid: Maeva, 2004.
- Principios de bioética laica. Madrid: Gedisa, 2004.
- De Dios a la nada: las creencias religiosas. Barcelona: Espasa, 2006.
- El amor y sus formas: claves para entender el sentimiento más universal. Madrid. Península, 2010.
- La vida buena. Cómo conquistar nuestra felicidad. Madrid: Península, 2010.
- No sufras más: la felicidad en la vida cotidiana. Madrid: Península, 2012.
- Ética erótica. Una forma diferente de sentir. Madrid: Península, 2014.
- Memorias comillenses. Madrid: Akal, 2016.
- La religión al descubierto. Barcelona: Herder, 2016.
- ¿Van los perros al cielo?. Barcelona: Alfaguara, 2016.
- Memorias desvergonzadas. Córdoba: Almuzara, 2018.[24]
- Porque soy libertario. Madrid: Libros de la Catarata, 2019.
- Una ética para el siglo XXI. Madrid: Tecnos, 2020.
- El arte de filosofar (Almuzara, 2023)[25]
- Al final del viaje. Mi vida, mi mundo. Almuzara 2024[26]